# Леклерк, Жак-Себастьян
Жак-Себастьян Леклерк (фр. Jacques Sébastien Leclerc, 1734, Париж — 17 мая 1785, Париж) — французский живописец, рисовальщик и гравёр эпохи рококо, работал в мифологическом и бытовом жанрах. Известен также как Леклерк де Гобелен (Leclerc des Gobelins).

## Биография
Жак-Себастьян родился в Париже, в семье художника Себастьяна Леклерка Младшего (сына Себастьяна Леклерка Старшего) и его жены Шарлотты, урождённой Гийо. Его крёстным отцом был скульптор и чеканщик по бронзе Жак Каффиери.
Жак-Себастьян учился у отца. Когда отец подал в отставку с должности профессора Королевской академии живописи и скульптуры, он был признан слишком молодым, чтобы взять на себя эту обязанность, но 25 февраля 1758 года был назначен помощником профессора Мишель-Анж Шалля в знак «признания заслуг отца без присвоения звания академика». После смерти Шалля 31 января 1778 года Леклерк был назначен профессором перспективы и геометрии и оставался им до самой смерти.
Жак-Себастьян Леклерк преподавал перспективу на Королевской мануфактуре Гобеленов (отсюда его прозвание), в то время как его отец там же был директором рисовальной школы.
Картины Леклерка на мифологические и любовные сюжеты, как правило, небольшие по размеру. Художник использовал разные материалы, включая гуашь, акварель и различные техники гравюры. Помимо живописи и преподавательской деятельности, Леклерк выполнил иллюстрации для знаменитого пятитомного издания «Галерея французской моды и костюмов» (Galerie des Modes et Costumes Français).

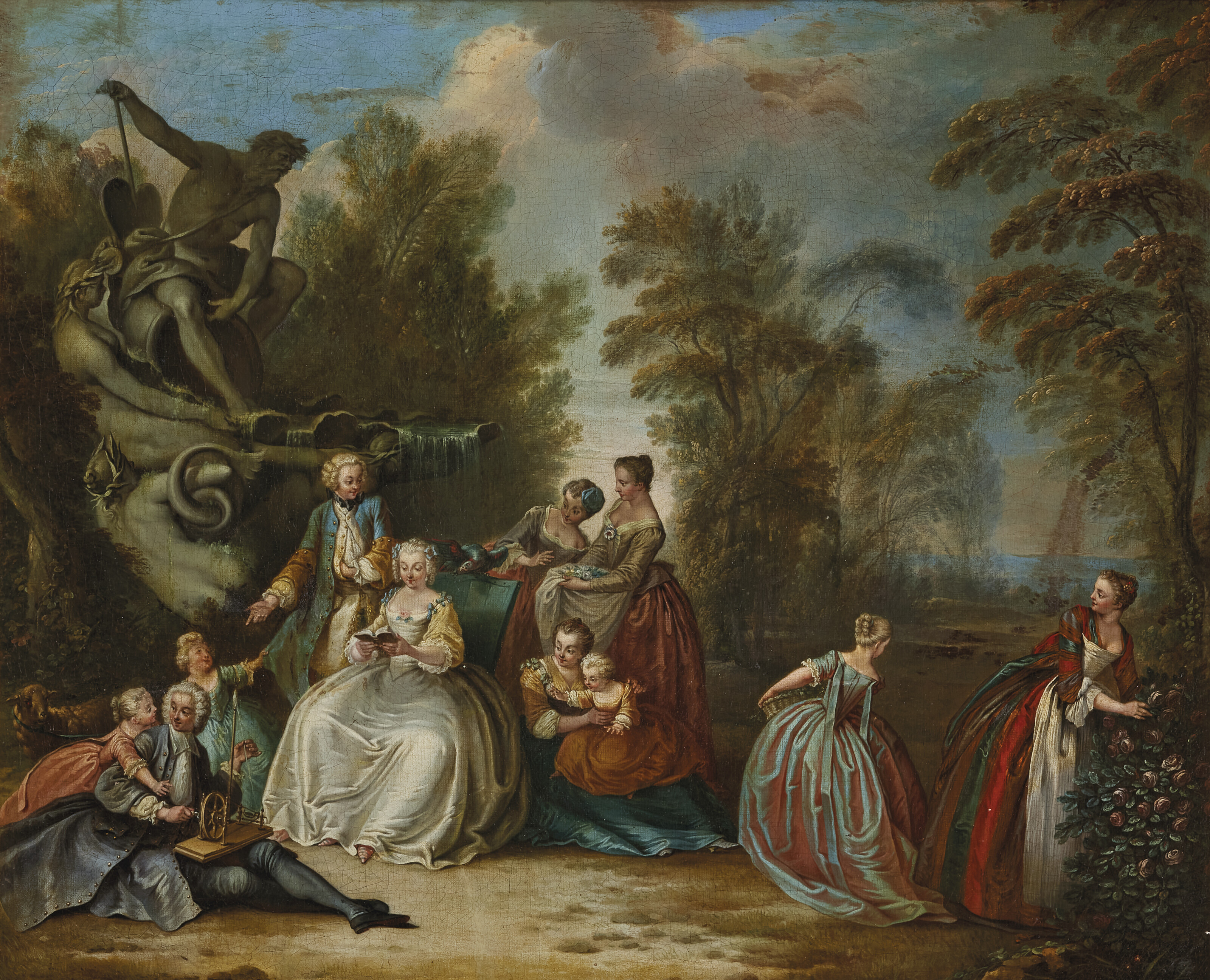
Персонажи вокруг фонтана читают и флиртуют. Холст, масло. Частное собрание
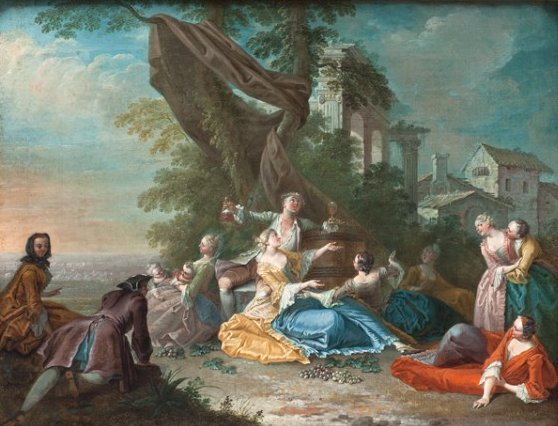
Праздник в саду. 1774. Холст, масло
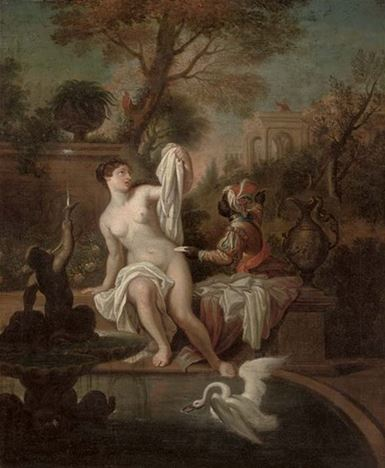
Вирсавия. До 1785. Холст, масло
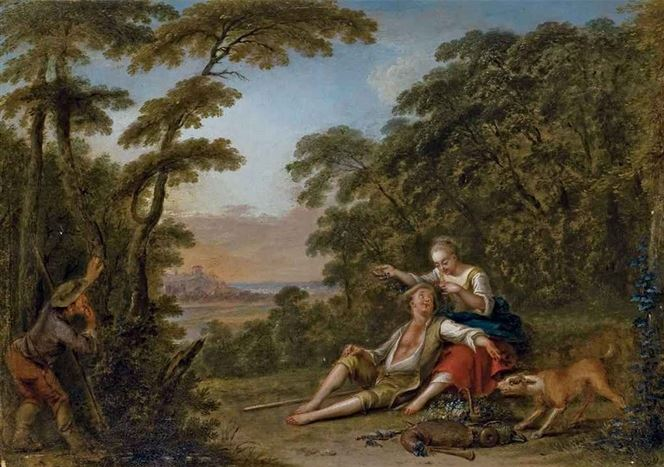
Пара среди деревьев. 1785. Холст, масло. Частное собрание
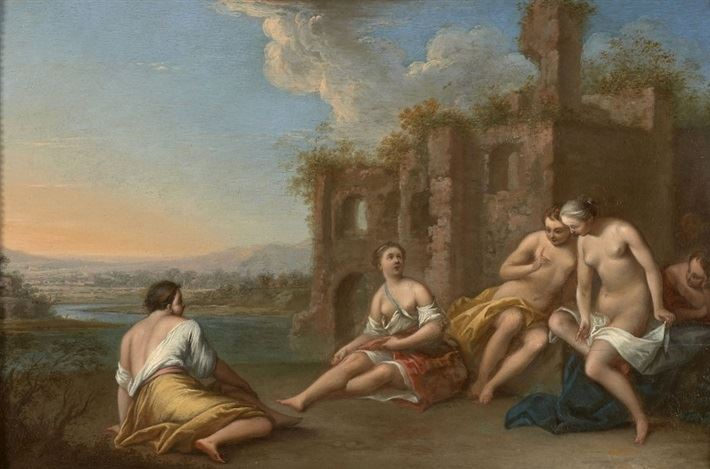
Вступая и покидая купальню. Ранее 1785
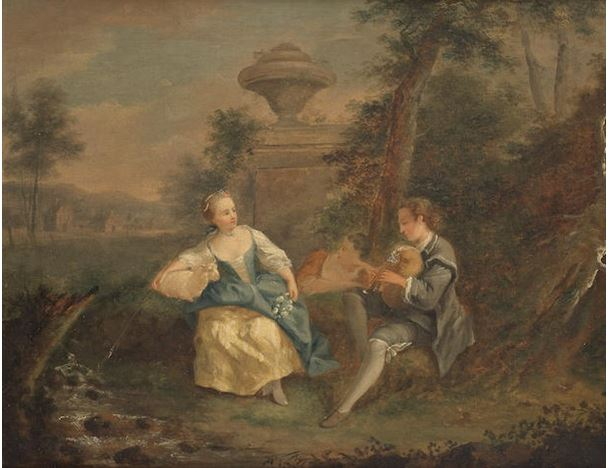
Музыка. Ок. 1780